# Засеки (деревня)
Засеки — деревня в Струго-Красненском районе Псковской области России. Входит в состав сельского поселения «Новосельская волость».

## География
Находится на северо-востоке региона, в юго-западной части района, на малом притоке реки Пскова.
Уличная сеть состоит из трех географических объектов: ул. Боровая, ул. Засецкая и ул. Нижние Полоски.

## История
До марта 2005 года деревня Засеки входила в  Молодейскую волость.
В соответствии с Законом Псковской области от 28 февраля 2005 года № 420-ОЗ  деревня Засеки, вместе с другими селениями упраздненной Молодейской волости, вошла в состав образованного муниципального образования Новосельская волость.

## Население
| 2001 | 2002 | 2010 | 2011 |
| ---- | ---- | ---- | ---- |
| 24   | ↗35  | ↘9   | ↗16  |

## Инфраструктура
Личное подсобное хозяйство.
Почтовое отделение, обслуживающее д. Засеки — 181161; расположено в д.  Палицы.

## Транспорт
Просёлочные дороги, одна из них к волостному центру Новоселье 
, одна из них к д. Палицы .